# アンプラグド (ニール・ヤングのアルバム)
『アンプラグド』（Unplugged）は、ニール・ヤングが1993年に録音・発表したライブ・アルバム。

## 背景
ヤングは1993年2月7日、MTVアンプラグドのための公演を行い、その模様は本作のリリースに先がけて3月10日に初オン・エアされた。なお、ヤングは1992年12月にも、ニューヨークのエド・サリヴァン・シアターにおいてMTVアンプラグドを前提とした公演を行ったが、ヤング自身はショウの出来に満足できず、この録音のリリースを拒否している。
アルバムの前半7曲はヤングによるソロ・パフォーマンスで、後半ではバック・バンド「ストレイ・ゲイターズ」もフィーチャーされている。本作が初出となった曲「ストリングマン」は、1976年のツアーで既に演奏されており、1977年にリリース予定だった未発表アルバム『Chrome Dreams』のセッションでも録音されていた。

## 反響・評価
アメリカでは18週Billboard 200入りし、1993年7月3日付のチャートで最高23位を記録した。
イギリスでは14週全英アルバムチャート入りして最高4位を記録し、自身4作目の全英トップ10アルバムとなった。また、全英シングルチャートでは本作からシングル・カットされた「ダメージ・ダン」が75位、「太陽への旅路」が71位を記録した。ノルウェーのアルバム・チャートでは11週連続でトップ20入り（うち5週はトップ10入り）し、最高5位を記録した。
William Ruhlmannはオールミュージックにおいて5点満点中3点を付け「『ハーヴェスト・ムーン』からの曲（箒を打楽器として使用したタイトル曲を含む）を筆頭として、全曲ともメロディックかつ魅力的」「彼の最も広く知られたフォーク/カントリー作品の一部は収録されていない一方、少数派を喜ばせる曲も含まれており、幾つかの忘れられた曲を再評価させるに至った」と評している。

## 収録曲
全曲ともニール・ヤング作。
1. オールド・ラフィング・レディ - "The Old Laughing Lady" - 5:15
2. ミスター・ソウル - "Mr. Soul" - 3:54
3. ワールド・オン・ア・ストリング - "World on a String" - 3:02
4. 優しきポカホンタス - "Pocahontas" - 5:05
5. ストリングマン - "Stringman" - 4:01
6. ライク・ア・ハリケーン - "Like a Hurricane" - 4:44
7. ダメージ・ダン - "The Needle and the Damage Done" - 2:52
8. ヘルプレス - "Helpless" - 5:47
9. ハーヴェスト・ムーン - "Harvest Moon" - 5:20
10. トランスフォーマー・マン - "Transformer Man" - 3:36
11. アンノウン・レジェンド - "Unknown Legend" - 4:46
12. 愛の裏側 - "Look Out for My Love" - 5:57
13. 太陽への旅路 - "Long May You Run" - 5:21
14. フロム・ハンク・トゥ・ヘンドリックス - "From Hank to Hendrix" - 5:51

## 参加ミュージシャン
- ニール・ヤング - リード・ボーカル、アコースティック・ギター、ハーモニカ、ピアノ、パンプ・オルガン
- ニルス・ロフグレン（英語版） - アコースティック・ギター、オートハープ、アコーディオン、ボーカル
- ベン・キース - ドブロ・ギター
- スプーナー・オールダム - ピアノ、パンプ・オルガン
- ティム・ドラモンド（英語版） - ベース
- オスカー・バターワース - ドラムス
- ニコレット・ラーソン - ボーカル
- アストリッド・ヤング（英語版） - ボーカル
- ラリー・クラッグ - 箒(on #9)